# Nスポーツコミッション
Nスポーツコミッション（えぬスポーツコミッション）は、2019年3月に設立された日本の地域スポーツコミッションの任意団体である。

## 概要
北海道名寄市の日本のスポーツ関連団体であり、スポーツを通じたまちづくりを目指している。

## 沿革
2019年3月、前身のなよろスポーツ合宿誘致推進協議会を発展的に解散し、設立した。
2025年6月、名寄市内のスポーツ団体と統合する予定である。

## 加盟団体

### 高等教育機関
- 名寄市立大学

### 関係自治体
- 名寄市

### 関係スポーツ団体
- 一般財団法人名寄市スポーツ協会
- 風連スポーツ協会

### 経済団体
- 名寄青年会議所
- 名寄商工会議所青年部
- 風連商工会
- 名寄旅館組合

### 金融機関
- 北星信用金庫
- 北洋銀行名寄支店
- 北海道銀行

### 企業
- 大野土建
- 名寄振興公社
- 道北なよろ農業協同組合
- もち米の里ふうれん特産館

### その他
- NPO法人なよろ観光まちづくり協会
- 社会福祉法人名寄社会福祉協議会